# Sing Me to Sleep
Sing Me to Sleep è un singolo del disc jockey norvegese Alan Walker, pubblicato il 3 giugno 2016. Così come nel singolo precedente Faded, Iselin Solheim collabora come vocalist.
Il video musicale è stato girato ad Hong Kong.
Quando fu intervistato disse che questo brano insieme a Faded sarebbe un film a puzzle.

## Classifiche

### Classifiche settimanali
| Classifica (2016)                         | Posizione massima |
| ----------------------------------------- | ----------------- |
| Austria                                   | 4                 |
| Belgio (Vallonia)                         | 21                |
| Germania                                  | 10                |
| Germania Airplay                          | 2                 |
| Finlandia                                 | 4                 |
| Francia                                   | 51                |
| Polonia Airplay                           | 11                |
| Libano                                    | 10                |
| Norvegia                                  | 1                 |
| Regno Unito                               | 95                |
| Repubblica Ceca (Singles Digitál Top 100) | 48                |
| Russia Airplay                            | 3                 |
| Slovacchia (Singles Digitál Top 100)      | 4                 |
| Slovenia                                  | 28                |
| Spagna                                    | 43                |
| Stati Uniti                               | 15                |
| Svezia                                    | 9                 |
| Svizzera                                  | 14                |
| Ungheria                                  | 8                 |

### Classifiche di fine anno
| Classifica (2016) | Posizione massima |
| ----------------- | ----------------- |
| Austria           | 26                |
| Germania          | 51                |
| Svezia            | 52                |
| Svizzera          | 47                |